# On the Verge
On the Verge (bra: À Beira do Caos) é uma série de televisão francesa de 2021 criada e estrelada por Julie Delpy. Também estão no elenco Elisabeth Shue e Sarah Jones. A série é uma produção da empresa francesa Légende Entreprises para o Canal+ e Netflix.

## Sinopse
Comédia que se passa no mundo insano de Los Angeles e mergulha na vida de quatro mulheres em plena crise da meia-idade.

## Elenco
- Julie Delpy como Justine
- Elisabeth Shue como Anne
- Sarah Jones como Yasmin
- Alexia Landeau como Ell
- Mathieu Demy como Martin
- Troy Garity como George
- Timm Sharp como William
- Giovanni Ribisi como Jerry
- Kai To como Kai
- Christopher Convery como Albert
- Sutton Waldman como Sebastian
- Duke Cutler como Oliver
- Daphne Albert como Sarah

## Produção
Produzida por Michael Gentile e Lauraine Heftler da The Film TV para o Canal Plus e Netflix da França, a série de 12 episódios sofreu um atraso de três meses e foi filmada do final de agosto até 24 de novembro de 2020.

## Recepção
No Rotten Tomatoes, a série detém um índice de 60% de aprovação, com base em 10 criticas, e uma nota média de 5,9/10.

### Prêmios e indicações
| Ano  | Prêmio                  | Categoria               | Resultado |
| ---- | ----------------------- | ----------------------- | --------- |
| 2022 | Emmy Internacional 2022 | Melhor Série de Comédia | Indicado  |